# جک بارتون (بازیکن فوتبال، زاده ۱۸۹۵)
جک بارتون (انگلیسی: Jack Barton; ۱ ژانویهٔ ۱۸۹۵ – ۱۹۵۹ (۶۳−۶۴ سال)) بازیکن فوتبال بود.